# Gesetz zur Neugliederung von Gemeinden des Landkreises Halle
Das Gesetz zur Neugliederung von Gemeinden des Landkreises Halle gliederte auf freiwilliger Basis einige Gemeinden des Kreises Halle (Westf.) (1953–1969: Landkreis Halle (Westf.)) in Westfalen neu. Zwölf Gemeinden wurden zu einer neuen Gemeinde zusammengeschlossen und drei weitere in eine andere Gemeinde eingegliedert, so dass sich die Zahl der kreisangehörigen Gemeinden von 37 aus 23 verringerte. Außerdem wurde das Amt Borgholzhausen aufgelöst.
Das Gesetz wurde am 10. Juni 1969 vom Landtag Nordrhein-Westfalen verabschiedet, am 18. Juni 1969 von der Landesregierung ausgefertigt und am 30. Juni 1969 im Gesetz- und Verordnungsblatt für das Land Nordrhein-Westfalen veröffentlicht. Es trat am 1. Juli 1969 in Kraft.
Durch das Bielefeld-Gesetz erfolgte zum 1. Januar 1973 eine Neugliederung der restlichen Gemeinden des Kreises Halle. Der Kreis Halle (Westf.) wurde aufgelöst und das bisherige Kreisgebiet fast vollständig dem neuen Kreis Gütersloh zugeordnet. Lediglich die Gemeinde Schröttinghausen wurde größtenteils in die kreisfreie Stadt Bielefeld eingemeindet.

## Kurzbeschreibung
| § 1       | Zusammenschluss der Gemeinden Barnhausen, Berghausen, Stadt Borgholzhausen, Casum, Cleve, Hamlingdorf, Holtfeld, Kleekamp, Oldendorf, Ostbarthausen, Westbarthausen und Wichlinghausen zur neuen Stadt Borgholzhausen, Auflösung des Amtes Borgholzhausen, Rechtsnachfolgerin Stadt Borgholzhausen |
| § 2       | Eingliederung der Gemeinden Ascheloh, Eggeberg und Gartnisch in die Stadt Halle |
| § 3       | Bestätigung von Gebietsänderungsverträgen mit verschiedenen Maßgaben |
| § 4       | Auflösung des Rates der Stadt Halle und der Amtvertretung des Amtes Halle |
| § 5       | Zuordnung von Borgholzhausen zum Amtsgericht Halle |
| § 6       | Inkrafttreten am 1. Juli 1969 |
| Anlage 1  | Gebietsänderungsvertrag zwischen den Gemeinden Barnhausen, Berghausen, Stadt Borgholzhausen, Casum, Cleve, Hamlingdorf, Holtfeld, Kleekamp, Oldendorf, Ostbarthausen und Westbarthausen |
| Anlage 2  | Gebietsänderungsvertrag zwischen der Gemeinde Ascheloh und der Stadt Halle |
| Anlage 2a | Gebietsänderungsvertrag zwischen der Gemeinde Eggeberg und der Stadt Halle |
| Anlage 2b | Gebietsänderungsvertrag zwischen der Gemeinde Gartnisch und der Stadt Halle |